# Evktemon
Evktemon [evktémon] (starogrško Ευκτήμων ὁ Ἀθηναῖος: Euktémon hó Atenaíos), starogrški astronom, meteorolog in geograf, * okoli 480 pr. n. št., † 410 pr. n. št.

## Življenje in delo
O Evktemonu je malo znanega. Večinoma o sodelovanju z Metonom in kar je navedel Ptolemaj. Evktemon je deloval v Atenah. Pripisujejo mu Metonov cikel. Skupaj z Metonom je odkril razliko med časom od pomladnega do jesenskega enakonočja Tε = 186d 10h in časom od jesenskega do naslednjega pomladnega enakonočja Tω = 178d 20h. Dneva enakonočij razdelita leto na dve različni časovni razdobji, kar pomeni, da se Sonce navidezno nahaja dlje na severni nebesni polobli kot pa na južni in se tako med letom giblje po nebu neenakomerno. Že pred njima in Hiparhom so kaldejski astronomi vedeli, da štirje letni časi niso enako dolgi. S podrobnim merjenjem je pozneje Hiparh ugotovil, da trajata zima in pomlad 184 1/2 dneva, poletje in jesen pa 180 1/2 dneva, kar pa ni pravilno pojasnil.
Gemin in Ptolemaj sta navedla da je Evktemon pisal o vzhajanju in zahajanju zvezd. Določil je čas zahoda Plejad.

## Priznanja
Poimenovanja
Po njem se imenuje krater na Luni Evktemon (Euctemon). Njegovi Lunini koordinati sta 76,4° severno; 31,3° vzhodno in premer 62 km.